# Alcidion inornatum
Alcidion inornatum es una especie de escarabajo longicornio del género Alcidion, tribu Acanthocinini, subfamilia Lamiinae. Fue descrita científicamente por Monné M. A. & Monné M. L. en 2007.
El período de vuelo de la especie se presenta durante el mes de mayo.

## Descripción
Mide 8,7 milímetros de longitud.

## Distribución
Se distribuye por Colombia.